# Joseph Giardina
Joseph Giardina (Guttenberg, 1929 – Roma, 19 novembre 2021) è stato un direttore d'orchestra statunitense.

## Biografia
Debuttò come direttore d'orchestra all'età di 16 anni, dopo essersi diplomato alla Julliard School of Music a New York, dirigendo l'opera Rigoletto e lavorando con Fritz Stiedry al Metropolitan Opera House di New York. Ha fatto una tournée in tutti gli stati dell'est degli U.S.A e in Canada, dirigendo la Carmen e Le nozze di Figaro, quando aveva ancora 18 anni.
Nel 1953, come borsista della U.S. Italy Fulbright Academy, Giardina si recò in Italia, dove risiedette da allora nella Suburra, quartiere dell'antica Roma nel rione Monti. Studiò prima all'Accademia di Santa Cecilia e all'Istituto Pontificio a Roma per poi ottenere una laurea in Organo e Musica sacra dal Conservatorio di Pesaro. Nel 1958 iniziò una collaborazione con Gian Carlo Menotti al Festival dei Due Mondi di Spoleto e più tardi come direttore musicale presso la Chiesa di San Paolo dentro le Mura a Roma.
Nel 1970 iniziò una collaborazione con il Teatro dell'Opera di Roma che durò per vent'anni, dove ricoprì i ruoli di maestro del coro e di vocal coach (allenatore vocale). Era uno dei maestri preferiti per la stagione operistica al Teatro Eliseo di Roma. Durante questi anni proseguì lavorando per le stagioni liriche italiane nel mondo: in Irlanda preparò le stagioni liriche per il Dublin Gran Opera Society per 5 anni e preparò i cantanti alla Accademia Nazionale Bulgara.
Ha insegnato a molti dei più grandi cantanti del mondo, fra cui Sesto Bruscantini, Renato Bruson, Maria Callas, José Carreras, Cossotto, Mario Del Monaco, Giuseppe Di Stefano, Giacomini, Veriano Luchetti, Giorgio Merighi, Gianni Raimondi, Nicola Rossi-Lemeni, Sieghele, Maurizio Frusoni, Zanesi e Virginia Zeani. Fuori dall'Italia ha diretto e insegnato in tanti paesi, dall'Albania alla Bulgaria, dalla Danimarca alla Germania, perfino in India, Irlanda, Russia, Taiwan e la sua terra natìa, gli Stati Uniti d'America.
Negli ultimi anni di vita ha organizzato e guidato un coro di 60 giovani italiani il cui nome era "Singin' Black", che interpretava canti spiritual statunitensi.